# Аржентинозаври
Аржентинозаврите (Argentinosaurus) са род титанозаври открит за първи път от Гилермо Ередия в Аржентина. Те са сред най-големите познати динозаври на планетата. Най-едрите представители на рода са достигали на дължина до 22 – 35 m, при тегло от 60 до 108 тона.

## Хранене
Откритите аржентинозавърски ембриони са толкова добре запазени, че ясно си личат добре оформените вече по тях зъби. След като са се излюпвали малките са тежали само 5 кг. На възраст около 40 години са достигали тегло от 75 000 кг, като са наддавали с по 40 кг на ден.
Дългите шии са им помагали да набавят храната без да се движат. Те откъсвали и гълтали листата от дърветата цели без да си губят времето в дъвчене. Храната се е смилала благодарение на бактериите, които са се намирали в огромните им черва.